# Marco Proaño Maya
Marco Proaño Maya (Otavalo, 12 de marzo de 1945) es un abogado y político ecuatoriano de izquierda que ocupó el cargo de diputado en el Congreso Nacional del Ecuador en seis ocasiones distintas, además de haber sido vicepresidente del Congreso y candidato tanto a la vicepresidencia como a la presidencia de la República.

## Biografía
Nació en Otavalo el 12 de marzo de 1945, criado junto a sus cinco hermanos por su madre luego de que su padre muriera. Pasó su infancia en Ibarra, completando sus estudios de primaria en la escuela fiscal Modesto Peñaherrera. Luego de terminar la escuela, la familia se mudó a Quito y Proaño entró al colegio La Salle gracias a una beca. Finalizado el colegio, empezó a trabajar en el mismo como profesor, así como en el colegio Manuela Cañizares. Durante este tiempo se interesó por la protección de los derechos de autor y entabló amistad con el escritor Jorge Icaza y con los compositores Jorge Araujo Chiriboga y Carlota Jaramillo.
Empezó su vida política en el partido Concentración de Fuerzas Populares, convirtiéndose en 1979 en el jefe de la campaña presidencial de Jaime Roldós Aguilera. En las elecciones legislativas de 1979 fue elegido diputado de la provincia de Imbabura. Luego de su periodo volvió a la docencia como maestro en el colegio Manuela Cañizares, así como en las universidades Central y Católica, donde además obtuvo el título de Doctor en Jurisprudencia.
En 1988 fue elegido diputado nacional por el Partido Roldosista Ecuatoriano. Para las elecciones presidenciales de 1992 fue el binomio del roldosista Abdalá Bucaram, alcanzando el tercer lugar con el 21.97% de votos válidos, por debajo del conservador Sixto Durán Ballén y del socialcristiano Jaime Nebot
En las elecciones legislativas de 1994 resultó elegido diputado por Imbabura y fue nombrado Vicepresidente del Congreso para el periodo 1994-1995. Para las elecciones de 1996 ganó la reelección como diputado nacional. En la sesión del Congreso del 6 de febrero de 1997 en que se destituyó al entonces presidente Abdalá Bucaram, fue el único diputado del PRE que defendió al presidente. En años posteriores, Bucaram se referiría a Proaño como "un hombre decente, un caballero y un buen diputado".
Resultó elegido diputado por Imbabura tanto en las elecciones legislativas de 1998 como en las de 2002. Durante este último periodo presentó una ley de control al gasto electoral que lo convirtió en blanco de fuertes críticas dentro de su mismo partido, hecho que lo llevaría a desafiliarse del PRE en abril de 2005.
En las elecciones presidenciales de 2006 fue candidato a la presidencia por el Movimiento de Renovación Democrática, alcanzado el octavo lugar con el 1.42% de votos válidos. Años después se afilió al partido Avanza, del ex-prefecto de Pichincha, Ramiro González.